# تیپ ۱۸۱ زرهی اسلام‌آباد غرب
تیپ ۱۸۱ زرهی اسلام‌آباد غرب از تیپ‌های زرهی نیروی زمینی ارتش جمهوری اسلامی ایران است، که پادگان و ستاد فرماندهی آن در پادگان الله اکبر، در فاصله ۲ کیلومتری از غرب شهر اسلام‌آباد غرب، استان کرمانشاه مستقر می‌باشد. تیپ ۱۸۱ زرهی اسلام‌آباد غرب در خلال جنگ ایران و عراق، از یگان‌های عمل‌کننده ارتش جمهوری اسلامی ایران و تحت امر لشکر ۸۱ زرهی کرمانشاه بود و در طول جنگ ۲۱۵۸ کشته، ۵۲۳ اسیر و ۴۲۵۸ مجروح داد. هم‌اکنون سرتیپ‌دوم جعفر رشنو فرماندهی تیپ ۱۸۱ زرهی اسلام‌آباد غرب را برعهده دارد.